# El portero (película de 2000)
El portero es una película española dirigida por Gonzalo Suárez.

## Argumento
1948. Una noche de luna y violencia, un forastero llega en su camioneta a la taberna de un pueblo asturiano. Se trata de Ramiro Forteza, un portero de Primera División que, por culpa de la Guerra, ha cambiado los estadios por las plazas de las aldeas. En la mano lleva una manzana mordida, la señal de que en las montañas las armas no han callado. 
Forteza explica a los lugareños su espectáculo, un reto de penaltis con unas monedas en juego para quien consiga batirle. Entre los asistentes, un entusiasta, Tito, el hijo de Manuela, una mujer desconfiada por haber sufrido en carne propia los estragos de la barbarie y de la marginación, una superviviente que se gana la vida cosiendo para Úrsula, la esposa del sargento Andrade, arriesgada amiga del borrachín Doctor del pueblo. 
Mientras Forteza, Tito y Manuela inician una amistad peligrosa, Don Constantino, el vehemente párroco del lugar, se presta a ayudar al portero a cambio de algún peculiar servicio. Pero las exhibiciones de Forteza y el curso de su creciente relación con Manuela van a ser trastocados por una propuesta del sargento Andrade a la que el portero no se podrá negar y que Nardo, el jefe de los maquis de la zona, querrá aprovechar. Las cartas del amor y de la guerra se juegan en un enfrentamiento decisivo a la orilla del mar.

## Reparto
- Marcos Gil ... hijo de un guardia civil (un niño ricitos protestón)
- Carmelo Gómez ... Forteza
- Maribel Verdú ... Manuela
- Antonio Resines ... Sargento Andrade
- Roberto Álvarez ... Don Constantino
- Eduard Fernández ... Nardo
- Elvira Mínguez ... Úrsula
- Abel Vitón ... Doctor
- Andoni Gracia ... Emilio
- Julio Vélez ... López
- Adrián Ramírez ... Tito
- Mario Martín ... Lisardo
- Felipe Vélez ... Concojo
- Carolina Bona ... Felisa
- Álex O'Dogherty ... Orozco
- José Alias ... Buhonero
- Benjamín Seva ... Jacinto
- Anartz Zuazua ... Pepín
- José Coromina ... Gitano
- Elena Figueroa ... La Pastora
- Arlette L. Santoyo ... Obdulia
- Gonzalo E. de José ... Falangista
- Carlos E. Casero
- José Antonio Lobato

## Comentarios
- Está dirigida por Gonzalo Suárez. Otras películas suyas son Mi nombre es sombra, Remando al viento o Don Juan en los infiernos.
- Su protagonista, Carmelo Gómez, ya trabajó con el director en El detective y la muerte.
- La película se basa en un relato titulado El portero y escrito por el periodista Manuel Hidalgo que también se ha encargado del guion.
- La fotografía es del hermano del director, Carlos Suárez.

## Premios

### Goya 2000
| Categoría            | Persona                       | Resultado  |
| -------------------- | ----------------------------- | ---------- |
| Mejor actor          | Carmelo Gómez                 | Candidato  |
| Mejor guion adaptado | Gonzalo Suárez Manuel Hidalgo | Candidatos |

Premios Sant Jordi
| Categoría               | Resultado |
| ----------------------- | --------- |
| Mejor película española | Ganadora  |